# 26950 Лежандр
26950 Лежандр (26950 Legendre) — астероїд головного поясу, відкритий 11 травня 1997 року.
Тіссеранів параметр щодо Юпітера — 3,580.